# Ödeshög (commune)
La commune d'Ödeshög est une commune suédoise du comté d'Östergötland. Environ  5320 personnes y vivent  (2020). Son siège se situe à Ödeshög.

## Géographie
Une grande partie de la commune est située au bord du lac Vättern. Il y a un petit port.
Il y a deux réserves naturelles à l'intérieur des limites de la commune : Isberga avec une flore de prairie steppique, et Kråkeryd située sur des rochers au-dessus du lac Vättern à 60 mètres d'altitude. Kråkeryd a une géologie riche en calcaire et le terrain rocheux non cultivé abrite plusieurs fleurs et plantes peu courantes. 

## Héraldique
Le blason de la commune a été créé en 1972, au moment de la création des municipalités modernes de Suède. Il représente principalement le monastère médiéval d'Alvastra : Un bâton d'abbaye, une lune montante (représentant historiquement la Vierge Marie), et une étoile à six branches (représentant une divinité supérieure). 

## Localités
La commune de Ödeshög compte deux localités principales:
- Ödeshög.
- Hästholmen.

## Patrimoine
L'une des plus pierres runiques les plus connues, la pierre de Rök, se trouve sur le territoire de la commune d'Ödeshög. Le monastère d'Alvastra se trouve aussi sur le territoire communal.
Il y a aussi d'autres vestiges anciens : les restes de deux forts de montagne Borgberget et Hjässaborgen. 
Parmi les monuments religieux, outre le monastère d'Alvastra, il convient de mentionner  l'église de Rök de 1845 (à l'extérieur de laquelle se trouve la pierre runique de Rök), l'église de Stora Åby, des années 1750, avec plusieurs objets plus anciens (fonts baptismaux, triptyque), et l'église d'Ödeshögs remontant au Moyen Âge.

## Jumelages
La commune d'Ödeshög est jumelée avec la commune biélorusse d'Obol.

## Personnalités liées à la commune
- Helen Svensson Fletre (1909-1987), journaliste et écrivaine américaine, née à Ödeshög.
- Klas Ingesson (1968-2014), footballeur suédois, né à Ödeshög.